# سفارة ألمانيا في قبرص
سفارة ألمانيا في قبرص هي أرفع تمثيل دبلوماسي لدولة ألمانيا لدى قبرص. تقع السفارة في منطقة نيقوسيا وهي تهدف لتعزيز المصالح الألمانية في قبرص.

## وصلات خارجية
- قائمة سفارات ألمانيا
- قائمة السفارات في قبرص